# Medinilla myriantha
Medinilla myriantha is een plant uit de familie Melastomataceae. De plant wordt tot circa 1,2 m hoog. De bladeren groeien in paren. Ze zijn tot 35 cm lang, glanzend donkergroen, ovaal en gepunt aan beide einden. Het blad bezit een opvallende nervatuur.
De plant vorm hangende bloeiwijzen aan stelen van 30-50 cm. De bloeiwijze bestaat uit kleine roze bloemen met onopvallende schutbladeren. Na bestuiving ontstaan rozepaarse bessen.
Medinilla myriantha komt van nature voor in Indonesië, de Filipijnen en het vasteland van Zuidoost-Azië. De plant komt hier voor als epifyt en als terrestrische plant.
Medinilla myriantha wordt gekweekt als sierplant, maar niet op dezelfde grote schaal als Medinilla magnifica. Om de plant te kunnen kweken, is een hoge relatieve luchtvochtigheid vereist. In gematigde streken kan de soort het beste in een verwarmde broeikas worden gekweekt. De Nationale Plantentuin van België heeft de plant in zijn collectie.